# Theodor Mommsen
Pour les articles homonymes, voir Mommsen.
 (mai 2019).
Si vous disposez d'ouvrages ou d'articles de référence ou si vous connaissez des sites web de qualité traitant du thème abordé ici, merci de compléter l'article en donnant les références utiles à sa vérifiabilité et en les liant à la section « Notes et références ».
Theodor Mommsen, de son nom complet Christian Matthias Theodor Mommsen, né le 30 novembre 1817 à Garding et mort le 1er novembre 1903 à Charlottenburg, est un historien prussien et le plus influent spécialiste de la Rome antique du XIXe siècle. Il est l'auteur d'une monumentale Histoire romaine et d'un Corpus Inscriptionum Latinarum encore actualisé et mis à jour. Cette œuvre immense et exceptionnelle est couronnée en 1902 par le prix Nobel de littérature.

## Biographie
Né à Garding (duché de Schleswig), fils de pasteur, Mommsen est né sujet danois germanophone, mais s'est toujours reconnu allemand d'origine et de cœur. Mommsen a cinq frères et sœurs dont August (de) né en 1821 et Tycho né en 1819.
Il étudie de 1831 à 1838 à Altona, puis à l'université de Kiel, où il se spécialise à la fois en histoire, droit et philologie. Brillant élève, Mommsen obtient une bourse qui lui permet de voyager en France et en Italie, dernier pays où s'affirment son goût et son habileté à déchiffrer les inscriptions antiques. Il travaille d'arrache-pied de 1845 à 1850 sur les dialectes de l'Italie méridionale (marse, osque, messapien, etc.), ce qui fait déjà de lui un érudit de grande envergure. Il complète ses travaux à la faveur d'une correspondance suivie avec Gabriele Iannelli.
Il fait un voyage en France et en Italie (1844–1847) pour travailler à la recherche épigraphique, puis s'engage dans la politique, soutenant les idées nouvelles dans un journal local alors qu'il enseigne le droit à Leipzig en 1848. Révoqué peu après à cause de ses opinions libérales, Mommsen enseigne quelque temps à Zurich (1852), puis à Breslau (1854), et enfin à Berlin (1858), où il est chargé de l'histoire en 1861.
Secrétaire à l'Académie prussienne de 1874 à 1895, il est mis à la tête du projet d'un monumental Corpus Inscriptionum Latinarum. il fait de celui-ci la base, encore valable aujourd'hui, de toute recherche épigraphique.
Chercheur hors pair, capable de maîtriser de multiples domaines, il fonde par ses travaux et son enseignement une école historique qui dépasse les frontières allemandes. Reçu par Napoléon III aux palais des Tuileries, il est une sommité reconnue de l'histoire antique, non seulement par l'empereur, qui prépare son Histoire de Jules César (1865), mais aussi par les savants qui épaulent le monarque dans cette entreprise, dont Victor Duruy, alors ministre de l'Instruction publique.
Proche des milieux libéraux, Mommsen a participé à la vie politique de son pays. Il se réjouit, en 1870, de l'unité allemande dans une série d'articles, ce qui compromet ses relations avec les épigraphistes français. Fustel de Coulanges lui répondit dans un article publié dans la Revue des deux Mondes, puis d'autres, réunis plus tard sous le titre de Questions contemporaines. Très souvent qualifié de francophobe, Mommsen a certes manifesté jusqu'à sa mort le plus grand mépris pour la politique française, ce que la communauté scientifique française ne lui pardonna pas. Il était cependant un admirateur de Racine, de Musset et de Voltaire. Avec le temps, il s'opposa politiquement à Bismarck, attitude qui lui valut une condamnation à quelques mois de prison. Il abandonna ainsi en 1882 le siège de député au Reichstag qu'il occupait depuis 1873.
En 1889, sa candidature à l'Académie des inscriptions est repoussée sous la pression d'une campagne de presse française hostile, mais il est finalement admis comme associé étranger en 1895.
Secrétaire perpétuel de l'Académie des sciences de Prusse depuis 1878, il reçoit au crépuscule de sa vie, en 1902, le prix Nobel de littérature. Il se consacre ensuite uniquement à son œuvre, en tant que professeur à Berlin, et secrétaire perpétuel de l'Académie des Sciences de Prusse. Il eut avec son épouse Marie (1832–1907) seize enfants, dont certains moururent en bas âge. Une de ses filles épousa Ulrich von Wilamowitz-Moellendorff. Ses petits-enfants Hans et Wolfgang devinrent des historiens reconnus.

## Controverse
Dans son œuvre maîtresse, Histoire romaine Mommsen écrit : « Même dans le monde antique, le judaïsme était un ferment actif du cosmopolitisme et de la décomposition nationale. » Mommsen regretta ce propos, devenu une antienne des antisémites avec qui il prit résolument ses distances
.

## Ouvrages principaux

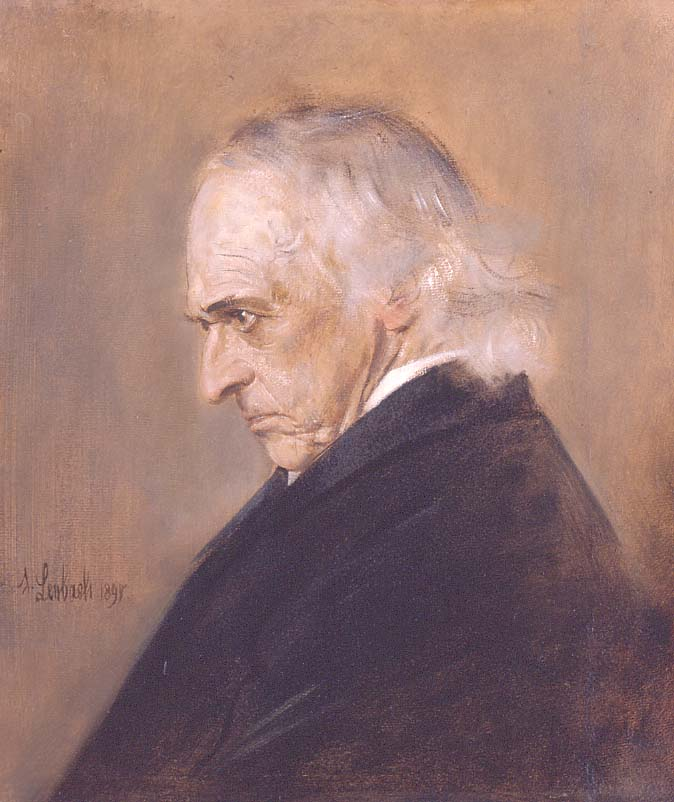
Portrait par Franz von Lenbach (1897).

Theodor Mommsen est un spécialiste de l'histoire antique du XIXe siècle. Il ne s'appuie que sur l'épigraphie, et laisse de côté le corpus de légendes sur l'histoire romaine.
- Son Droit public romain fut considéré à l'époque comme une bible, et fut inclus dans le Manuel des Antiquités romaines de Karl Marquardt.
- Philologue émérite, il étudia les langues italiques, et révisa les éditions des « agronomes Latins[N 2] » et de Pline le Jeune.
- L’Histoire de la monnaie romaine (1860) est à la fois une codification de l'ensemble de la monnaie romaine, et une avancée dans le domaine, combinant droit, métrologie, épigraphie latine et histoire.
- Son Histoire romaine (1854–1886, 8 volumes) est un monument également admiré à l'époque, mais peu référencé.

Si l'ensemble de son œuvre est aujourd'hui largement dépassé, elle n'en reste pas moins une référence incontournable pour les spécialistes de la Rome antique, tant du point de vue de sa rigueur scientifique que de son importance dans l'histoire de la discipline.[réf. nécessaire]

## Corpus Inscriptionum Latinarum
Ce Recueil des inscriptions latines (CIL) était attendu dans de nombreuses universités, et certaines avaient même entamé des travaux pour le réaliser. Mais ceux-ci, quand ils n'avortaient pas, n'aboutissaient qu'à des recueils partiels, dispersés, de valeur inégale. L'Académie de Berlin elle-même avait amorcé une compilation de ce genre, mais en rangeant les inscriptions par catégories, ce qui demandait beaucoup plus de labeur, un long travail de conception, des discussions ardues, et des mises à jour difficiles.
Mommsen, lors de son voyage en Italie, avait recopié l'ensemble des inscriptions du royaume de Naples, pensant qu'il était plus pertinent de procéder par région, puis par localité. Il compléta ce recensement par de nombreuses tables détaillées facilitant la recherche. Sa publication eut un grand succès, et sa méthode fut saluée par l'Académie de Berlin, qui le chargea de poursuivre ses travaux.

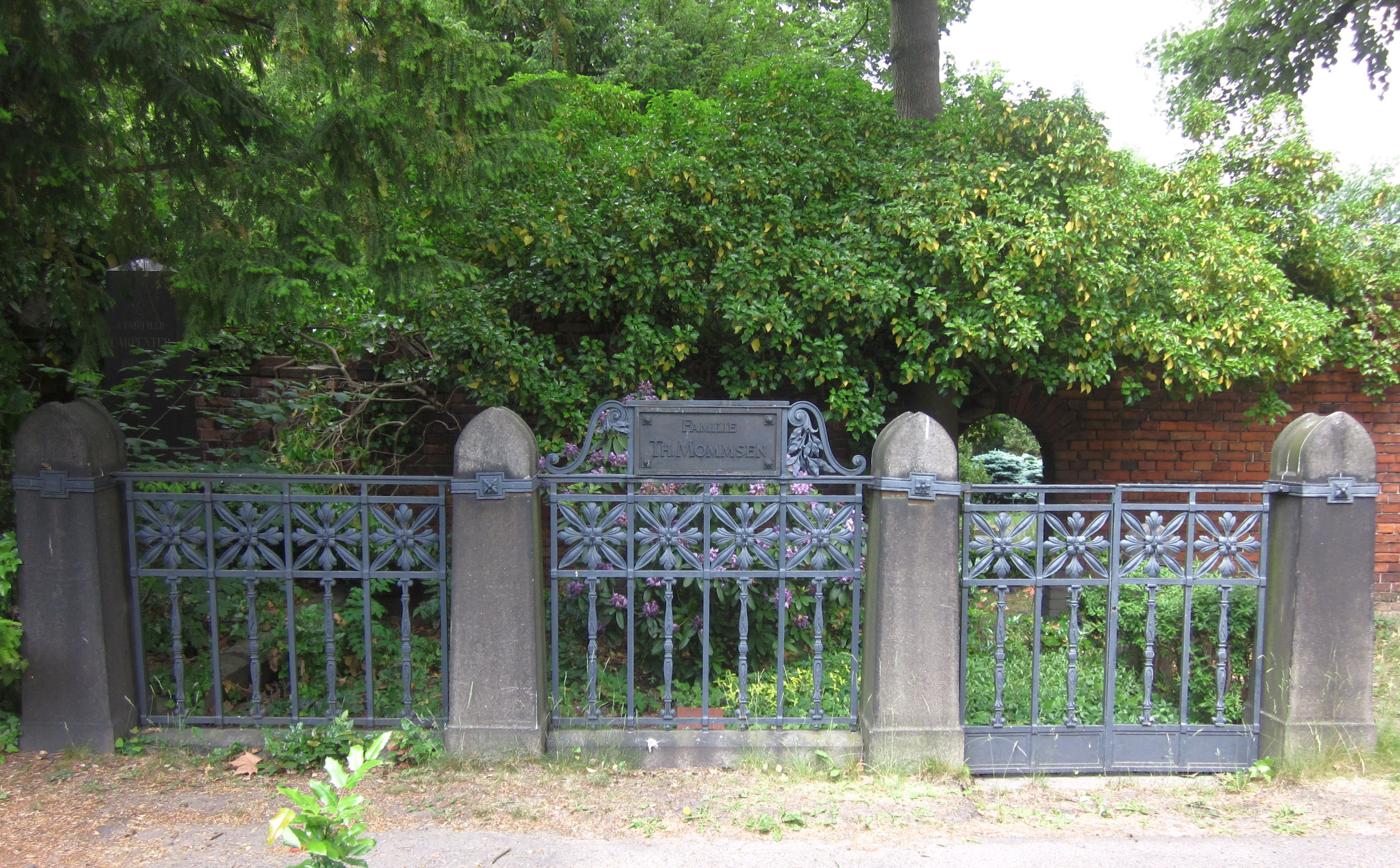
Sépulture au cimetière de la Trinité (division II) de Berlin.

Il dirigea la publication à partir de 1863, rédigeant plusieurs volumes lui-même, suivant de près ses collaborateurs pour les autres. Il mourut à Charlottenburg avant d'avoir achevé sa tâche, continuée et constamment actualisée depuis.
À sa mort, le CIL contenait plus de 100 000 transcriptions graphiques d'inscriptions latines. Les 16 tomes correspondent pour 14 d'entre eux à une région ; le premier est réservé aux inscriptions antérieures à la mort de Jules César, et le seizième est consacré aux diplômes militaires.
Pour ce travail, il reçut la médaille Pour le Mérite et le prix Nobel de littérature en 1902.

## Œuvres
(Liste partielle)
- Römische Geschichte
  - Histoire romaine, trad. Charles Alfred Alexandre
  - Histoire romaine, 2 vol. , coll. « Bouquins », Robert Laffont, 1985
- Droit public, trad. Paul Frédéric Girard
- Étude sur Pline le Jeune, trad. C. Morel
- Histoire de la monnaie romaine — En ligne : t. I, t. III, et t. IV

## Distinctions
- Chevalier de l'ordre bavarois de Maximilien pour la science et l'art (1871)
- Prix Nobel de littérature (1902)